# Tanga (grad)
Tanga je grad u Tanzaniji na obali Indijskog oceana, blizu kenijske granice, sjedište istoimene regije. Najsjevernija je luka u zemlji. Godine 1891. osnovala ju je njemačka kolonijalna vlast.
Godine 2002. Tanga je imala 180.237 stanovnika, čime je bila 7. grad po brojnosti u Tanzaniji.

## Gradovi prijatelji
- Eckernförde, Njemačka
- Toledo, Ohio, SAD

## Vanjske poveznice
- Tanga na stranici Turističke zajednice Tanzanije  Arhivirana inačica izvorne stranice od 14. siječnja 2010. (Wayback Machine) (engl.)